# Instituto del Verbo Encarnado
El Instituto del Verbo Encarnado (IVE) es una congregación religiosa católica, fundada en Argentina en 1984 por el sacerdote católico Carlos Miguel Buela.  
Actualmente la congregación está presente en numerosos países de los cinco continentes dedicados a la evangelización de la cultura a través de obras de caridad, apostolado, misiones populares, ejercicios espirituales y medios de comunicación.   
El instituto tiene la rama masculina, la rama femenina y la tercera orden.
- El Instituto del Verbo Encarnado: es la rama clerical, al ser compuesto prevalentemente por sacerdotes. Cuenta, sin embargo, entre sus miembros también religiosos no clérigos llamados hermanos coadjutores. El Instituto está compuesto por dos ramas: una rama apostólica y uno de vida monástica-contemplativa.
- El Instituto Servidoras del Señor y de la Virgen de Matará: es la rama religiosa femenina, constituida por mujeres consagradas. También este Instituto tiene una rama apostólica y una monástico-contemplativa.
- La Tercera Orden Secular del Verbo Encarnado, asociación de fieles laicos: tiene diversos niveles de pertenencia que incluyen, en el nivel más alto, la consagración laical bajo voto.

El Instituto posee casas de formación en 7 países: Argentina, Estados Unidos, Perú, Brasil, Filipinas, Italia y España (Formación Monástica). Además de profesar los consejos evangélicos de pobreza, castidad y obediencia, los miembros del IVE hacen un cuarto voto de “esclavitud mariana”.

## Historia
Carlos Miguel Buela fundó el IVE en 1984 en la diócesis de San Rafael, con permiso del obispo León Kruk. Comenzó como una asociación pública de fieles, integrada por sacerdotes de las arquidiócesis de Buenos Aires y Paraná. Sin embargo, finalmente del grupo fundador sólo quedó Buela. En 1988, Buela fundó una rama femenina, las Servidoras del Señor y de la Virgen de Matará.
La asociación entró en conflicto con los obispos de la región, estableciéndose en otras diócesis sin el permiso de los ordinarios locales. Como resultado, ninguno de los obispos de San Rafael consideró que el grupo cumpliera las condiciones canónicas para convertirse en un instituto de vida consagrada. A fines de la década de 1990, la Conferencia Episcopal Argentina solicitó a la Santa Sede la supresión de la orden debido a diversos supuestos abusos. La Santa Sede no suprimió la orden y autorizó las ordenaciones de seminaristas del IVE; durante varios años, los obispos argentinos se habían negado a ordenar miembros de la orden. Sin embargo, Buela se vio obligado a dimitir como superior en 1994 y abandonar la diócesis de San Rafael. A la orden se le permitió establecerse en Italia, en la diócesis suburbicaria de Velletri-Segni.
En 2001, Buela fue nuevamente elegido Superior General del IVE,aunque en enero de 2010, la Congregación para los Institutos de Vida Consagrada y las Sociedades de Vida Apostólica emitió un decreto destituyéndolo y exigiéndole que residiera en la abadía de Sainte-Marie de la Pierre-qui-Vire en Francia. Tras notar un número anormal de solicitudes de laicización por parte de sacerdotes del IVE, Eduardo María Taussig, obispo de San Rafael, realizó una investigación, entrevistando a sacerdotes, exsacerdotes y laicos. Surgieron denuncias de que Buela habría incurrido en conducta inapropiada contra jóvenes miembros del IVE, cometiendo abuso sexual, abuso de poder y abuso de conciencia. La Santa Sede revisó la investigación y suspendió a Buela. Buela negó todas las acusaciones y presentó un documento de defensa de 119 páginas, alegando que la Conferencia Episcopal Argentina estaba conspirando en su contra para desestabilizar al IVE; sin embargo, la investigación de la Santa Sede concluyó que las afirmaciones de Buela sobre un complot no eran creíbles, y que las acusaciones de abuso cometido por Buela eran creíbles. Tanto Benedicto XVI como Francisco reconocieron y confirmaron la veracidad de las acusaciones y el resultado de las investigaciones. Además de removerlo como superior y darle instrucciones sobre dónde vivir, a Buela se le prohibió contactar a los miembros de la congregación.
En 2015, se conoció que había nuevas acusaciones después del decreto de 2010, que le restringía el contacto con los miembros del IVE, que Buela había ignorado, cometiendo más abusos. Un tribunal especial dirigido por el cardenal Santos Abril y Castelló concluyó en 2021 que Buela había cometido pecados contra el Sexto Mandamiento contra cinco miembros y exmiembros del IVE, utilizando la violencia para ello. Buela apeló la decisión. El cardenal Abril afirmó en 2022 que había una "falta de cooperación" por parte del IVE, que según él había creado un "gobierno en la sombra" bajo el liderazgo del ex superior general, el sacerdote Gustavo Nieto.
En enero de 2025, el Dicasterio para los Institutos de Vida Consagrada y las Sociedades de Vida Apostólica nombró delegados pontificios con plenos poderes de gobierno sobre las ramas masculina y femenina del IVE, citando "graves déficits" en los institutos en materia de discernimiento y formación vocacional.